# بارون-توری
بارون-توری (انگلیسی: Torey Lakes) یک دریاچه در سرزمین زابایکالسکی کشور روسیه است.